# Horten (Unternehmerfamilie)
Horten ist eine römisch-katholische Unternehmerfamilie aus Kempen am Niederrhein. Heidi Horten, die Witwe von Helmut Horten, lebte bis zu ihrem Tod in Österreich am Wörthersee. Die Kaufhauskette Horten AG war zeitweilig die viertgrößte Kaufhauskette in Deutschland.

## Familiengeschichte

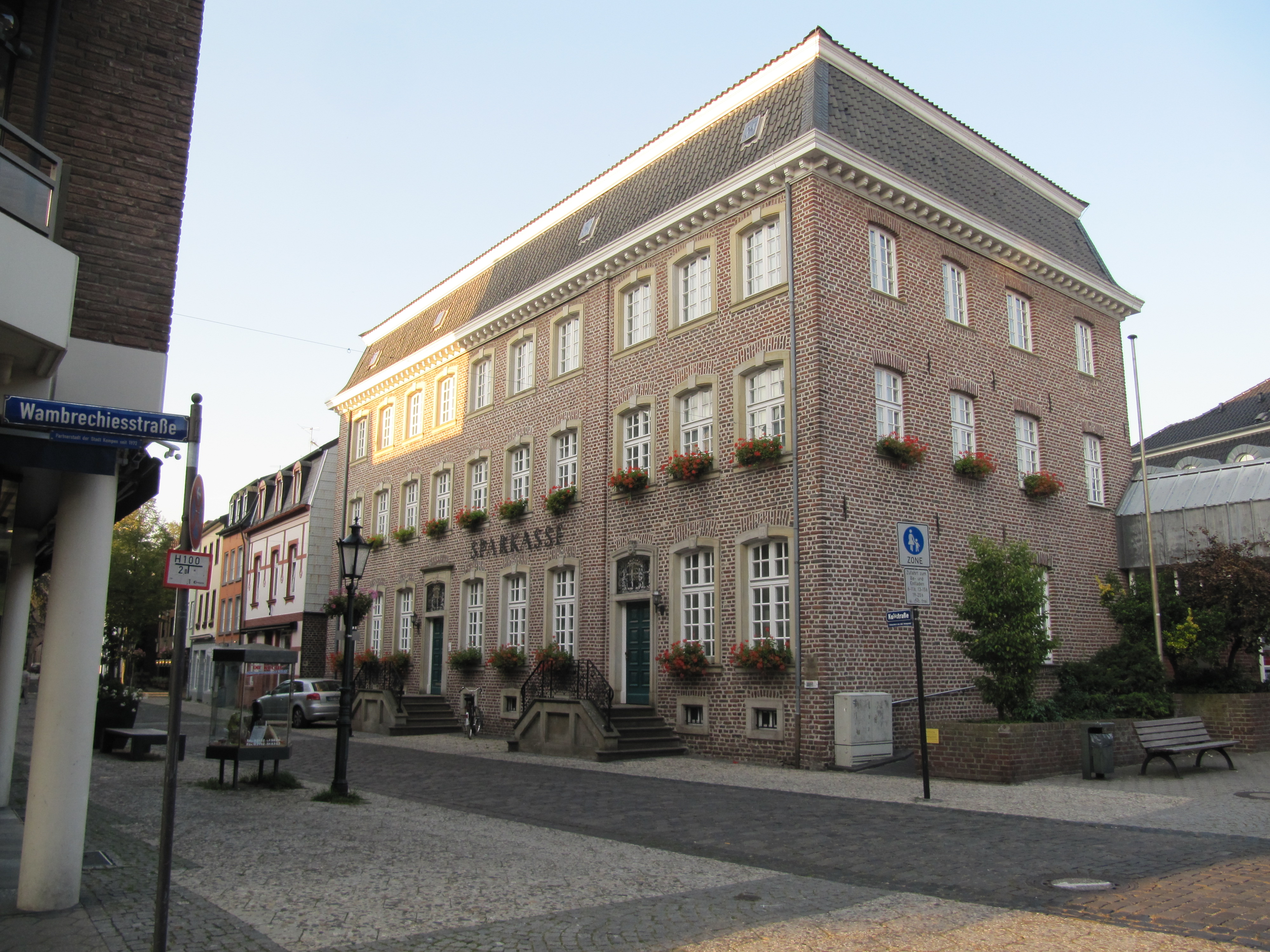
Haus Horten, Kempen, errichtet 1773 im Auftrag des Kaufmanns Henricus Horten und seiner Ehefrau Margaretha Bücker

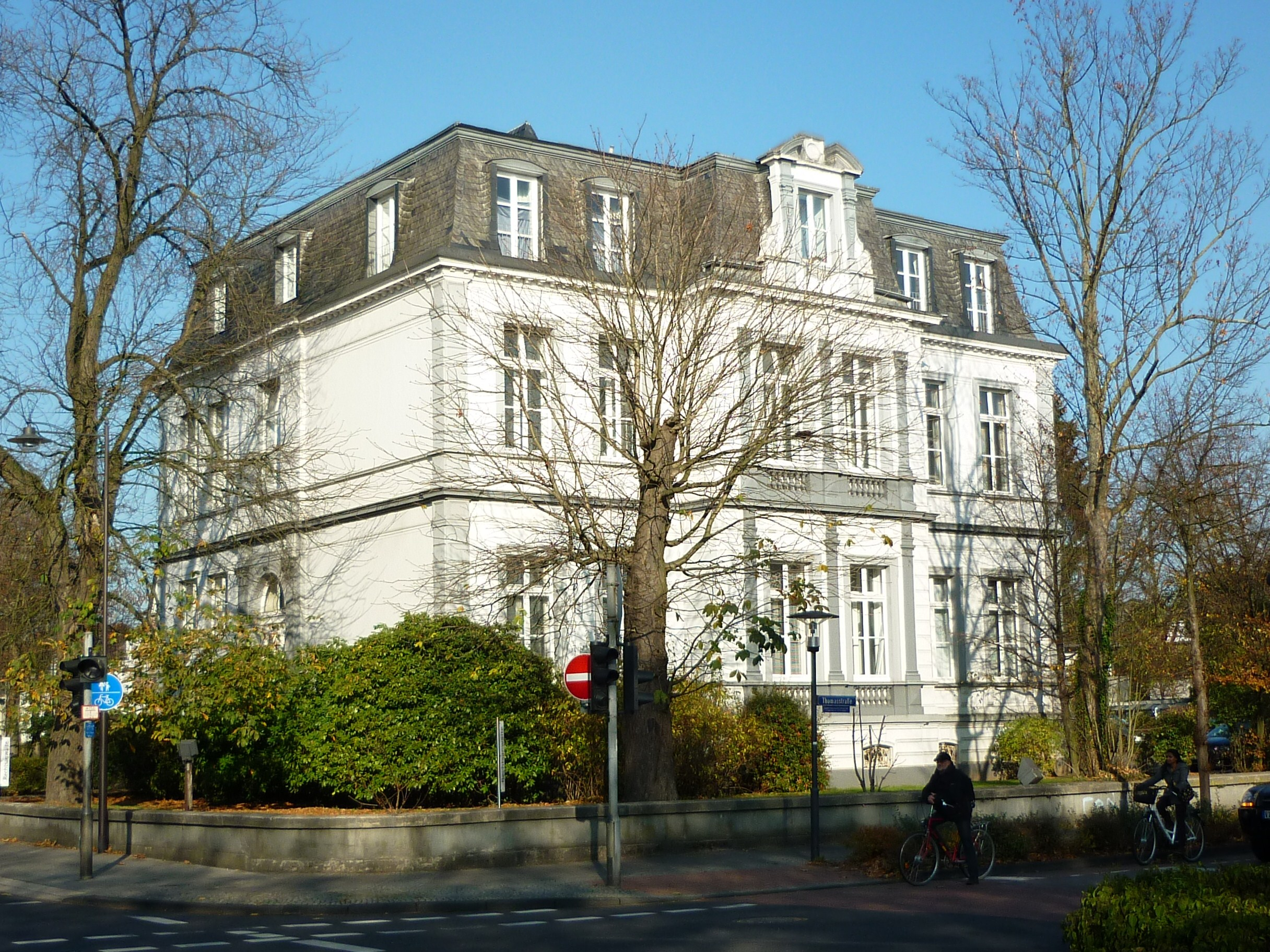
Villa Horten, Kempen

Schon Vorfahren von Helmut Horten, deren Ursprünge in Kempen am Niederrhein liegen, waren kaufmännisch tätig. Das Stammhaus der Familie Horten befindet sich noch heute in Kempen. 1710 zahlte der älteste Namensträger in Kempen, Matthias Hortensius (geboren am 22. April 1683 in Neuss), ein „Bürgergeld“, nachdem er von Neuss nach Kempen gezogen war. Von seinen direkten Nachkommen gibt es nur Kenntnis der Namen: Theodor (geb. 29. Januar 1711), Maria Gertrud (geb. 4. Februar 1713) und Anna Catharina (geb. 6. April 1716) und weiter keine Informationen.
Erst 1749 wurde dann ein Henricus Matthias Horten (geb. 23. März 1723; 27. Oktober 1779 in Kempen) im Kempener Bürgerbuch verzeichnet. Sein Beruf wurde in den Akten als „Ackerer und Kaufhändler“ vermerkt. Er scheint schon recht vermögend geworden zu sein, da er ein hohes Bürgergeld zahlen musste. Henricus Matthias ließ 1772 das Stammhaus der Familie Horten in der Kuhstraße in Kempen errichten; ein noch heute erhaltenes, prächtiges, mittlerweile restauriertes Bürgerhaus. Seinem Sohn Joseph Johannes (geb. 1754; gestorben am 24. Januar 1818 in Kempen) gelang dann der „Sprung vom Kaufmann zum Großkaufmann“. Er handelte mit Lebensmitteln, Eisenwaren, Öl sowie Branntwein und ließ Seidenwaren fertigen. Mit diesen diversen Handelsgütern legte er den Grundstein zum späteren Millionenvermögen.
Von seinen zehn Kindern, die er in erster Ehe mit Katharina Agnes Domberg und in zweiter Ehe mit Sibylla Catharina Hüttmanns hatte, folgten ihm die Söhne Anton Heinrich (geb. 8. April 1800; gest. 19. Januar 1856 in Kempen) und Peter Josef (geb. 21. Dezember 1802; gest. 12. April 1871 in Kempen) im Kaufmannshandel. Neben dem vielfältigen Warenhandel, den sie von ihrem Vater übernommen hatten, führten sie zusammen mit dem jüdischen Kaufmann Isaak Kounen eine Plüschmanufaktur.
Peter Josef hatte mit seiner Frau Maria Sophia Scholastika Hoenen fünf Söhne und eine Tochter. Einer der Söhne, Anton Hubert (geb. 5. März 1838 in Kempen; gest. 23. Oktober 1903 in Leipzig), verließ Kempen, um Rechtswissenschaft zu studieren. Beruflich erfolgreich nahm er schließlich das Amt des Reichsgerichtsrats am Reichsgericht in Leipzig an. Dort verstarb er auch. Neben zwei Töchtern hatte er sechs Söhne. Der Sohn Joseph (geb. 27. Mai 1880; gest. 18. Januar 1957 in Köln) folgte dem Vater in seiner beruflichen Laufbahn und wurde als Jurist Senatspräsident am Oberlandesgericht in Köln. Aus seiner Ehe mit Helene Biegfer gingen vier Kinder hervor. Eines der Kinder war Helmut Horten (geb. 8. Januar 1909 in Bonn; gest. 30. November 1987 in Croglio, Schweiz), der Chef der späteren Horten AG. Er begann eine kaufmännische Ausbildung im Warenhaus Leonhard Tietz und wechselte dann als Angestellter ins Duisburger Kaufhaus Alsberg.
Helmut Horten übernahm 1936 im Zuge einer Arisierung das Kaufhaus Gebr. Alsberg, Strauß und Lauter und gründete die Unternehmung Horten & Co., aus der die Horten AG entstand.

## Genealogie
- Henricus Matthias Horten (geb. 23. März 1723; gest. 27. Oktober 1779 in Kempen)
  - Joseph Johannes (geb. 1754; gest. 24. Januar 1818 in Kempen)
    - Peter Josef (geb. 21. Dezember 1802; gest. 12. April 1871 in Kempen), verheiratet mit Maria Sophia Scholastika Hoenen
      - Anton Hubert Horten (geb. 1838 in Kempen; gest. 23. Oktober 1903 in Leipzig), verheiratet mit Sidonie Sophie Kreuser (geb. 1849)[6]
        - Maximilian Joseph Heinrich Horten (geb. 7. Mai 1874 in Elberfeld; gest. 2. Juli 1945 in Dietingen)
        - Josef Emil August Horten (geb. 1880), Senatspräsident am Oberlandesgericht in Köln, verheiratet mit Helene Bieger (geb. 1880)
          - Rudolf Anton Josef Horten (geb. 1907)
          - Helmut Horten (geb. 8. Januar 1909 in Bonn; gest. 30. November 1987 in Croglio), verheiratet mit Heidi Jelinek (geb. 13. Februar 1941; gest. 12. Juni 2022)
          - Gisela Josefa Emilie Horten (geb. 1916)

        - Titus Maria Horten (geb. 9. August 1882 in Elberfeld; gest. 25. Januar 1936 in Oldenburg)